# 東京国際音楽コンクール
東京国際音楽コンクール（とうきょうこくさいおんがくコンクール、英: Tokyo International Music Competition）は、民主音楽協会が主催する音楽コンクールである。

## 概要
1966年に開始した民音コンクールを前身に、1987年に現在の名称に変更した。現在は指揮部門だけが、3年ごとに開催されている。「広く有能な音楽家の参加を求め、優れた人材の発見、育成に努め、日本および世界の楽壇への活躍を力強く促進するとともに、国際間の文化の交流を推進し音楽文化の発展に貢献せんとするものである」との目的で創設された。

## 歴史
- 1966年 - 声楽部門からコンクールが開始[注釈 1]
- 1967年 - 指揮部門が開始
- 1970年 - 作曲部門が開始[注釈 2]
- 1974年 - 室内楽部門が開始[注釈 3]
- 1991年 - 東京国際振付コンクールが開始[注釈 4]

## 指揮部門
コンクール開催時の名称は、東京国際音楽コンクール＜指揮＞（英: Tokyo International Music Competition for Conducting）。1967年より3年ごとに開催され、国内外の若手指揮者の登竜門となっており、東京国際音楽コンクールの名義で唯一、開催を継続している。審査委員長は初代に齋藤秀雄、2代目が朝比奈隆、3代目が外山雄三、4代目が尾高忠明。2021年第19回コンクールに尾高忠明が審査委員長に就任し、同コンクール入賞者が初めて審査委員長に就任した。
第1位どころか、第2位や第3位すら選出されないこともあり、審査の厳しいコンクールと言われている。ただし、ブザンソンやマーラーと異なり新曲演奏は要求されない。

### 開催年と入賞者
第1回から7回までは「民音コンクール」の名称。第8回以降は「東京国際音楽コンクール」に名称変更。2024年から第20回東京国際指揮者コンクールへ名称が再変更される。
| 1967年 第1回  | 第1位          | 手塚幸紀 |
| 1967年 第1回  | 第2位          | 山岡重信 |
| 1967年 第1回  | 第3位          | 小泉ひろし |
| 1967年 第1回  | 入選           | - 佐藤功太郎 - 汐澤安彦 |
| 1970年 第2回  | 第1位          | 小泉和裕 |
| 1970年 第2回  | 第2位          | 尾高忠明 |
| 1970年 第2回  | 第3位          | ジャック・ブルーマン [ アメリカ合衆国]                                                                                       |
| 1970年 第2回  | 入選           | - 小林研一郎 - 井上道義 - 汐澤安彦 - デビッド・ハウエル [ イギリス]                                                          |
| 1973年 第3回  | 第1位          | なし |
| 1973年 第3回  | 第2位          | - 井口晃成 - 汐澤安彦 - デビッド・ハウエル [ イギリス]                                                                       |
| 1973年 第3回  | 第3位          | なし |
| 1973年 第3回  | 入選           | - 国分誠 - 久志本涼 - 河地良智                                                                                               |
| 1976年 第4回  | 第1位          | アラン・バルター [ アメリカ合衆国]                                                                                           |
| 1976年 第4回  | 第2位          | ジェローム・カルタンバック [ フランス]                                                                                       |
| 1976年 第4回  | 第3位          | 国分誠 |
| 1976年 第4回  | 入選           | - 田中一嘉 - 高木規世人 |
| 1979年 第5回  | 第1位          | 田中良和 |
| 1979年 第5回  | 第2位          | 金洪才 [ 朝鮮民主主義人民共和国]                                                                                             |
| 1979年 第5回  | 第3位          | 栗田哲海 |
| 1979年 第5回  | 入選           | - 長瀬清正 - ジャン＝ポール・プナン [ フランス]                                                                              |
| 1979年 第5回  | 齋藤秀雄賞     | 金洪才 [ 朝鮮民主主義人民共和国]                                                                                             |
| 1982年 第6回  | 第1位          | 十束尚宏 |
| 1982年 第6回  | 第2位          | 大野和士 |
| 1982年 第6回  | 第3位          | 小田野宏之 |
| 1982年 第6回  | 入選           | - 山下一史 - 広上淳一 |
| 1982年 第6回  | 齋藤秀雄賞     | - 大野和士 - 小田野宏之 |
| 1985年 第7回  | 第1位          | なし |
| 1985年 第7回  | 第2位          | - 飯森範親 - 本名徹次 |
| 1985年 第7回  | 第3位          | パスカル・ヴェロ [ フランス]                                                                                                 |
| 1985年 第7回  | 入選           | - リチャード・ウェスターフィールド [ アメリカ合衆国] - エウゲーニ・サモイロフ [ ロシア] - ニコライ・アレクセーエフ [ ロシア] |
| 1985年 第7回  | 齋藤秀雄賞     | パスカル・ヴェロ [ フランス]                                                                                                 |
| 1988年 第8回  | 第1位          | 栗田博文 |
| 1988年 第8回  | 第2位          | アレクサンドル・ティトフ [ ロシア]                                                                                           |
| 1988年 第8回  | 第3位          | カルロ・リッツィ [ イタリア]                                                                                                 |
| 1988年 第8回  | 入選           | - イップ・ウィンシー [ 中華人民共和国] - ニコライ・ジャジューラ [ ロシア]                                                    |
| 1991年 第9回  | 第1位          | オリビエ・グランジャン [ フランス]                                                                                           |
| 1991年 第9回  | 第2位          | - 新田ユリ - ダニエル・クライナー [ チェコ]                                                                                  |
| 1991年 第9回  | 第3位          | なし |
| 1991年 第9回  | 入選           | - 森彰 - ルパート・ドゥ・クルーズ [ イギリス]                                                                                |
| 1991年 第9回  | 齋藤秀雄賞     | 森彰 |
| 1994年 第10回 | 第1位          | フランシスコ・デ・ガルヴェス [ スペイン]                                                                                     |
| 1994年 第10回 | 第2位          | ドリアン・ウィルソン [ アメリカ合衆国]                                                                                       |
| 1994年 第10回 | 第3位          | 川本貢司 |
| 1994年 第10回 | 入選           | - 上垣聡 - ヤ・ホイ・ワン [ シンガポール] - 上野正博                                                                         |
| 1994年 第10回 | 齋藤秀雄賞     | ヤ・ホイ・ワン [ シンガポール]                                                                                               |
| 1997年 第11回 | 第1位          | なし |
| 1997年 第11回 | 第2位          | - マルコ・パリゾット [ カナダ] - チャン・ユンスン [ 大韓民国]                                                                |
| 1997年 第11回 | 第3位          | ローネン・ボルシェフスキー [ イスラエル]                                                                                     |
| 1997年 第11回 | 入選           | - マーク・アレン・マッコイ [ アメリカ合衆国] - ドリアン・ウィルソン [ アメリカ合衆国] - リジア・アマディオ [ ブラジル]       |
| 1997年 第11回 | 齋藤秀雄賞     | - マルコ・パリゾット [ カナダ] - チャン・ユンスン [ 大韓民国]                                                                |
| 2000年 第12回 | 第1位          | 下野竜也 |
| 2000年 第12回 | 第2位          | 柳澤寿男 |
| 2000年 第12回 | 第3位          | なし |
| 2000年 第12回 | 入選           | - クリスティーン・マヤーズ [ アメリカ合衆国] - ゲオルグ・チチナゼ [ グルジア]                                                |
| 2000年 第12回 | 齋藤秀雄賞     | 下野竜也 |
| 2003年 第13回 | 第1位          | なし |
| 2003年 第13回 | 第2位          | アレクサンダー・マイヤー [ ドイツ]                                                                                           |
| 2003年 第13回 | 第3位          | ジェームズ・ロウ [ イギリス]                                                                                                 |
| 2003年 第13回 | 入選           | - 奥田恵悟 - エレーヌ・ブーシェ [ フランス]                                                                                  |
| 2006年 第14回 | 第1位          | なし |
| 2006年 第14回 | 第2位          | 川瀬賢太郎 |
| 2006年 第14回 | 第3位          | なし |
| 2006年 第14回 | 入選           | - シズオ・Z・クワハラ [ アメリカ合衆国] - ナタリア・オレイニク [ ロシア] - チョン・インヒョク [ 大韓民国]                    |
| 2009年 第15回 | 第1位          | なし |
| 2009年 第15回 | 第2位          | なし |
| 2009年 第15回 | 第3位          | ミハイル・レオンティエフ [ ロシア]                                                                                           |
| 2009年 第15回 | 入選           | - 松井慶太 - ジュリアン・ルロワ [ フランス]                                                                                  |
| 2012年 第16回 | 第1位          | なし |
| 2012年 第16回 | 第2位          | なし |
| 2012年 第16回 | 第3位          | なし |
| 2012年 第16回 | 入選           | - 石﨑真弥奈 - 田中祐子 - マヤ・メーテルスカ [ ポーランド]                                                                   |
| 2012年 第16回 | 齋藤秀雄賞     | マヤ・メーテルスカ [ ポーランド]                                                                                             |
| 2012年 第16回 | 聴衆賞         | 石﨑真弥奈 |
| 2015年 第17回 | 第1位          | ディエゴ・マルティン・エチェバリア [ スペイン]                                                                               |
| 2015年 第17回 | 第2位          | 太田弦 |
| 2015年 第17回 | 第3位          | コリーナ・ニーマイヤー [ ドイツ]                                                                                             |
| 2015年 第17回 | 入賞           | オンドジェイ・ブラベッツ [ チェコ]                                                                                           |
| 2015年 第17回 | 齋藤秀雄賞     | ディエゴ・マルティン・エチェバリア [ スペイン]                                                                               |
| 2015年 第17回 | 聴衆賞         | 太田弦 |
| 2018年 第18回 | 第1位          | 沖澤のどか |
| 2018年 第18回 | 第2位          | 横山奏 |
| 2018年 第18回 | 第3位          | 熊倉優 |
| 2018年 第18回 | 入賞           | アール・リー [ カナダ] |
| 2018年 第18回 | 齋藤秀雄賞     | 沖澤のどか |
| 2018年 第18回 | 聴衆賞         | 横山奏 |
| 2021年 第19回 | 第1位          | ジョゼ・ソアーレス[ ブラジル]                                                                                                |
| 2021年 第19回 | 第2位          | サミー・ラシッド[ フランス]                                                                                                  |
| 2021年 第19回 | 第3位          | バーティー・ベイジェント[ イギリス]                                                                                          |
| 2021年 第19回 | 入賞           | 米田覚士 |
| 2021年 第19回 | 齋藤秀雄賞     | バーティー・ベイジェント[ イギリス]                                                                                          |
| 2021年 第19回 | 聴衆賞         | ジョゼ・ソアーレス[ ブラジル]                                                                                                |
| 2021年 第19回 | オーケストラ賞 | バーティー・ベイジェント[ イギリス]                                                                                          |

## 備考
国際音楽コンクール世界連盟に加盟している指揮コンクールは、ピアノやヴァイオリン部門より少なくなる。
2025年現在に登録がなされ応募を受け付けているのは、東京国際音楽コンクール＜指揮＞、バンベルク・マーラー国際指揮コンクール、トスカニーニ国際指揮コンクール、ブザンソン国際音楽祭内ブザンソン国際音楽コンクール指揮部門、ハチャトリアン国際音楽コンクール指揮部門、フィテルベルグ国際指揮コンクール、アストリッド王妃国際音楽コンクール指揮部門、ブダペスト国際音楽コンクール内ゲオルク・ショルティ国際指揮者コンクール、国際指揮コンクールロッテルダム、ジュネーヴ国際音楽コンクール指揮部門であり、外山雄三の指摘後に指揮コンクールが急増したもののピアノやヴァイオリンの数を超えることはない。